# Louie Anderson
Louis Perry Anderson (Saint Paul, Minesota; 24 de marzo de 1953-Las Vegas, Nevada; 21 de enero de 2022) fue un comediante, actor y presentador de televisión estadounidense. Creó la serie de dibujos animados La vida con Louie y ha escrito cuatro libros, entre ellos Hey mamá: Historias para mi madre, pero también tú puedes leerlas, publicado en 2018. Fue el presentador inicial de la tercera versión del programa de concursos Family Feud entre 1999 y 2002.
Fue nominado tres veces consecutivas a los Premios Primetime Emmy por su actuación en la serie de televisión de comedia FX Baskets como mejor actor de reparto en una serie de comedia y ganó una vez en septiembre de 2016.

## Primeros años
Nació y se crio en Saint Paul, Minnesota, hijo de Ora Zella (de soltera Prouty) y Louis William Anderson. Anderson es el segundo más joven de 11 hijos en su familia. En una entrevista de 2016 en WTF con Marc Maron, Anderson reveló que su madre en realidad dio a luz a 16 niños, pero cinco de ellos, el primer bebé y luego dos parejas de gemelos, murieron durante el parto. Anderson ha descrito a su padre como "abusivo".
Fue a la escuela Johnson Senior High en Saint Paul.

## Carrera
El 20 de noviembre de 1984 debutó en la red como comediante en The Tonight Show.
A finales de 1985 fue elegido como Lou Appleton junto a Bronson Pinchot en el episodio piloto de Perfect Strangers for ABC (que se conoció en esta etapa temprana como The Greenhorn). Cuando el programa fue reanudado, Anderson fue reemplazado por Mark Linn-Baker en el papel de Appleton (cuyo primer nombre se cambió de Lou a Larry) ya que los productores no creían que la química entre Anderson y Pinchot fuera la correcta. El espectáculo corrió durante ocho temporadas en ABC.
En 1986 tuvo un pequeño papel en la escena del telegrama cantado en el día libre de Ferris Bueller.
En 1987 apareció en una comedia especial en Showtime.
En 1988 interpretó un papel en la película de John Landis, Coming to America, protagonizada por Eddie Murphy y Arsenio Hall; y protagonizó la comedia de campamento The Wrong Guys.
En 1989 fue invitado en el primer episodio del segmento MuppeTelevision de The Jim Henson Hour.
En 1995 creó y produjo una serie animada el sábado por la mañana para Fox llamada Life With Louie. La serie se basó en su infancia con 10 hermanos, una madre de corazón dulce y un padre ruidoso y enloquecido por la guerra. También se detalla cómo fue elegido por su peso y cómo usó la comedia para lidiar con las burlas. El programa fue un éxito de 3 años en Fox, y ganó dos premios Daytime Emmy Awards a un artista sobresaliente en un programa animado.
En 1996 creó y protagonizó The Louie Show para CBS. El programa le tenía interpretando a un psicoterapeuta en Duluth, Minnesota. El espectáculo corrió seis episodios y fue cancelado.
En 1999 consiguió el papel de presentador de la nueva versión de Family Feud. Anderson le pidió al expresentador de Feud, Richard Dawson, que apareciera en el programa de estreno para darle su bendición, pero Dawson se negó. Anderson organizó una semana de torneos temática del 11 de septiembre de Family Feud entre el FDNY y el NYPD, aportando 75000$ para que ambas organizaciones se recuperen de los ataques del 11 de septiembre de 2001. Anderson fue despedido de la serie en 2002.
En 2001 apareció en un episodio de Weakest Link, ganando $ 31,000. Ha hecho apariciones en la cadena de televisión en Scrubs, Grace Under Fire, Touched by an Angel (Una canción para el alma, 28 de noviembre de 1999) y Chicago Hope. El artista invitado en el Adult Swim camafeo espectáculo -filled Tom va al Alcalde.
Jugó en el evento Principal de la Serie Mundial de Poker 2006 en Las Vegas, Nevada.
En 2012 filmó un especial de stand-up titulado Louie Anderson: Big Baby Boomer. En ella, Anderson se burlaba de sus malos hábitos, los molestos miembros de su familia y el envejecimiento del cuerpo.
En 2013 apareció en la serie de televisión de la realidad ABC Splash. Después de practicar varias inmersiones en una piscina y luego casi ahogarse, necesitaba ayuda para salir del jugador de fútbol Ndamukong Suh.
En octubre de 2014 firmó como portavoz de promoción de la marca de mantequilla Land O'Lakes Sweet Cream de su estado natal. Desde entonces ha aparecido en jingles de radio, anuncios web y anuncios de televisión que promocionan el producto.
Desde el 21 de enero de 2016 desempeñó el papel de Christine Baskets en la serie de comedia FX Baskets. Anderson ganó el Premio Primetime Emmy por Mejor Actor de Reparto en una Serie de Comedia por su actuación como Christine Baskets en 2016.
El 23 de julio de 2017 compitió en un episodio de Celebrity Family Feud (presentado hoy por Steve Harvey); su oponente fue la cantante/actriz Christina Milian. Esto lo convierte en uno de los pocos individuos que han sido presentadores y participantes en el mismo programa de juegos, y también marca su primera aparición en cualquier forma de Family Feud desde su partida como presentador en 2002. A partir de septiembre de 2018, es un panelista habitual en el programa de televisión Funny You Should Ask.

## Estilo de stand-up
Dennis Miller lo ha llamado "uno de los comediantes más ligeros que conozco. Hay muy pocos muchachos que voy a dejar mi vestidor temprano (para ver). Louie tiene)un enfoque de Fred Astaire. Muy ágil, y él no sumaría puntos en casa, pero haría un 'retroceso' que era casi como Pulp Fiction".

## Vida personal
Un matrimonio en 1985 con su novia de secundaria duró cuatro semanas.

### Incidente de chantaje
En 1997 fue chantajeado por Richard John Gordon, quien le exigió dinero y amenazó con revelar a los tabloides que Anderson supuestamente lo había asaltado sexualmente en un casino en 1993.
Entre 1997 y 1998, Anderson le pagó a Gordon $ 100 000 en dinero secreto, por temor a que la historia amenazara sus papeles protagónicos en dos series orientadas a la familia, pero cuando las demandas de Gordon aumentaron a $ 250 000 en 2000, el abogado de Anderson informó a las autoridades federales. Gordon, de 31 años en ese momento, fue arrestado por agentes del FBI tras una persecución a alta velocidad por el bulevar Santa Monica.

### Salud
En 2003, Anderson se sometió con éxito a dos procedimientos cardíacos. [30]

### Muerte
El 18 de enero de 2022, se anunció que Anderson había sido hospitalizado en Las Vegas, Nevada, por un Linfoma de células B gigantes. [31] Murió por complicaciones del cáncer tres días después, el 21 de enero, a la edad de 68 años. [32] [33] [34]

## Filmografía

### Película
| Año  | Título                      | Papel                           | Notas |
| ---- | --------------------------- | ------------------------------- | ----- |
| 1984 | Capa y daga                 | Conductor de taxi # 2           |       |
| 1986 | Azogue                      | Minúsculo                       |       |
| 1986 | Día libre de Ferris Bueller | Repartidor de flores            |       |
| 1986 | Niño rata                   | Omer Morrison                   |       |
| 1988 | Los chicos equivocados      | Louie                           |       |
| 1988 | Viniendo a America          | Maurice                         |       |
| 1992 | Los niños de Bébé           | Guardia de seguridad # 1 (voz)  |       |
| 1996 | Señor incorrecto            | Él mismo                        |       |
| 2002 | Hazlo por tío Manny         | Conductor de camión de remolque |       |
| 2005 | De vuelta a la medianoche   | Game Show Host                  |       |
| 2007 | Cocinar fuera               | Alcalde Doug Halverson          |       |
| 2017 | Sandy Wexler                | Él mismo                        |       |

### Televisión
| Año         | Título                                  | Papel                                  | Notas                                                       |
| ----------- | --------------------------------------- | -------------------------------------- | ----------------------------------------------------------- |
| 1986        | Remington Steele                        | Bingham 'Bing' Perret                  | Episodio: "Steele Spawning"                                 |
| 1987        | Tiempos de prueba                       | Stu                                    | Episodio: "Cuento para dormir"                              |
| 1994        | Gracia bajo fuego                       | Dr. Andy Lewinson                      | Episodio: "Lágrimas de alegría"                             |
| 1995–1998   | La vida con Louie                       | Andy Anderson / Little Louie (voz)     | 26 episodios                                                |
| 1995        | Guerra de amor                          | James el gato                          | Episodio: "Algo viejo, algo nuevo, algo prestado y un gato" |
| 1996        | El show de Louie                        | Louie Lundgren                         | 6 episodios                                                 |
| 1997        | Chicago Hope                            | Louie Lickman                          | Episodio: "Growing Pains"                                   |
| 1999        | Tocado por un ángel                     | Tío dudley                             | Episodio: "Entonces canta mi alma"                          |
| 1999-2002   | Disputa familiar                        | presentador                            |                                                             |
| 2000        | Hombre de familia                       | Él mismo                               | Episodio: "Hay algo acerca de Paulie"                       |
| 2000        | Ally McBeal                             | Terapeuta                              | Episodio: "Sin una red"                                     |
| 2001        | Puentes de Nash                         | Richard Reynolds                       | Episodio: "Blood Bots"                                      |
| 2001        | Exfoliantes                             | Él mismo                               | Episodio: "Mis dos papás"                                   |
| 2001        | VIP                                     | Persona sin hogar                      | Episodio: "Kayus Ex Machina"                                |
| 2005        | Mitad mitad                             | Louie                                  | Episodio: "El gran episodio de verificación de crédito"     |
| 2005        | Joey                                    | Él mismo                               | Episodio: "Joey y el poker"                                 |
| 2006        | Las sombrías aventuras de Billy y Mandy | Burt                                   | Episodio: "Miedo y asco en Endsville"                       |
| 2006        | Tom va al alcalde                       | Equipo Minero de Louie Andersons (voz) | Episodio: "Blanco sin cuello"                               |
| 2015        | Salmuera y cacahuete                    | Gory Agnes (voz)                       | Episodio: "Gory Agnes"                                      |
| 2016        | Historia de borrachos                   | Winston Churchill                      | Episodio: "Los Roosevelts"                                  |
| 2016 – 2019 | Baskets                                 | Christine Baskets                      | 40 episodios                                                |
| 2020        | Search Party                            | Bob Lunch                              | 5 episodios                                                 |